# Oxystomina vespertilio
Oxystomina vespertilio är en rundmaskart som beskrevs av Christian Wieser 1953. Oxystomina vespertilio ingår i släktet Oxystomina och familjen Oxystominidae. Inga underarter finns listade i Catalogue of Life.